# Xã Danbury, Quận Ottawa, Ohio
Xã Danbury (tiếng Anh: Danbury Township) là một xã thuộc quận Ottawa, tiểu bang Ohio, Hoa Kỳ. Năm 2010, dân số của xã này là 5.167 người.